# Partido Socialista - Frente Amplio
El Partido Socialista - Frente Amplio és un partit polític d'esquerra de l'Equador. Políticament se situa en un socialisme moderat, més a l'esquerra que Izquierda Democrática. Actualment disposa d'un escó al Congrés Nacional i en les darreres eleccions presidencials de 2002 el seu candidat fou León Roldós, que a les eleccions de 2006 es presenta dins d'Izquierda Democrática. Per a les eleccions presidencials de 2006 el seu candidat és Rafael Correa.

## Història
El Partit Socialista neix com a alternativa als altres dos grups polítics formals recentment fundats a l'Equador, el Partit Liberal (1923) i El Partit Conservador (1925). En una Assemblea celebrada a Quito el mes de maig de 1926 es constituïx de manera formal el Partit Socialista ideològicament identificat amb el marxisme, en els seus inicis proposaven la socialització dels mitjans de producció i distribució, així com establir un Estat socialista que tingués el control sobre els serveis públics entre d'altres.
Des de la fundació del Partit Socialista fins a principis de la dècada dels trenta es discutia internament la posició marxista de l'organització, però és en 1931 quan finalment es posa fi a la pugna per la direcció del partit, el sector dirigent del partit decideix canviar-li el nom a l'organització per Partit Comunista Equatorià; l'altre sector inconforme amb aquesta mesura inconsulta, va haver d'esperar uns anys fins a adoptar de nou el nom de Partit Socialista en 1933, aquest partit refundat estava compost des de reformistes fins a radicals d'esquerra. En 1948 donen suport al candidat del Partit Liberal Alberto Enríquez, però aquest solament assoleix un 20% dels vots, en les eleccions següents el Partit Socialista va seguir formant part de l'aliança amb el Partit Liberal, amb resistència d'alguns sectors socialista. En els anys 60 i 70 el Partit Socialista va sofrir diverses fractures, gairebé fins a dur a la destrucció del partit; en 1983 una aliança amb Partit Socialista Equatorià, al Partit Socialista Revolucionari Equatorià i al Partit Equatorià del Poble s'intenta revitalitzar el partit, però en els anys 90 és que cobra major força el Partit Socialista.

## Actualitat
En 1995 el Partit Socialista de l'Equador i el Front Ampli d'Esquerra (FADI) es fusionen en el Partit Socialista - Front Ampli (PS-FA). En 1996 Pachakutik llança a Freddy Ehlers a la presidència de la república amb el suport d'Esquerra Democràtica i el PS-FA però aquesta coalició no va tenir efecte per a guanyar l'elecció igual que les eleccions de 1998. Per a les eleccions presidencials de 2006 s'uneixen a la candidatura de Rafael Correa d'Alianza País obtenint el triomf.